# 伊勒
伊勒（法語：Isle，發音：[il] ⓘ），法国中南部城市，新阿基坦大区上维埃纳省的一个市镇，隶属于利摩日区，其市镇面积为20.18平方公里，2022年1月1日时人口数量为7,915人，是该省人口第五多的市镇，在法国市镇中排名第1,350位（2022年）。
伊勒位于上维埃纳省中南部，维埃纳河右岸，省会利摩日市区西南部，是利摩日的一个近郊卫星城。

## 地名来源
根据《中央人民报》一篇文章的论述，“Isle”一名转写自拉丁语“insula”，后者意为“岛屿”，该名称最初于公元十一世纪出现。
伊勒所处区域历史上曾通行奥克语利穆赞方言，“Isle”在奥克语维基百科（2025年7月版本）及同语言的Openstreetmap中对应的拼写为“Isla”。

## 历史
伊勒的早期历史尚不清楚，其境内维埃纳河上的Verthamont浅滩在高卢-罗马时期至十九世纪间为连接利摩日和维埃纳河畔艾克斯道路上的唯一通道。根据当地官方网站的论述，1001年，利摩日主教Hilduin在伊勒境内的Balézy修建小教堂，彼时当地可能已经有了一座城堡，后者曾成为利摩日主教的一处住所。中世纪末以后，伊勒小教堂逐渐被废弃。法国大革命后，伊勒成为上维埃纳省的一个市镇。1884年，伊勒境内建成了一处采石场，后者经营至1925年左右关闭。1944年8月17日，法兰西民兵在伊勒附近与纳粹德军发生交战。自二十世纪中期以来，得益于利摩日的城市扩张，伊勒人口数量快速增加，当地建成了多处居民区。

## 地理

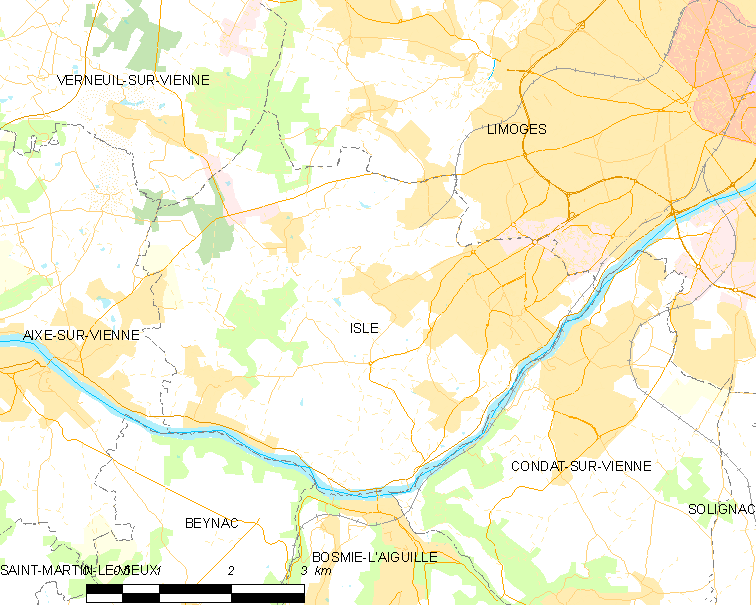
伊勒市镇范围地图

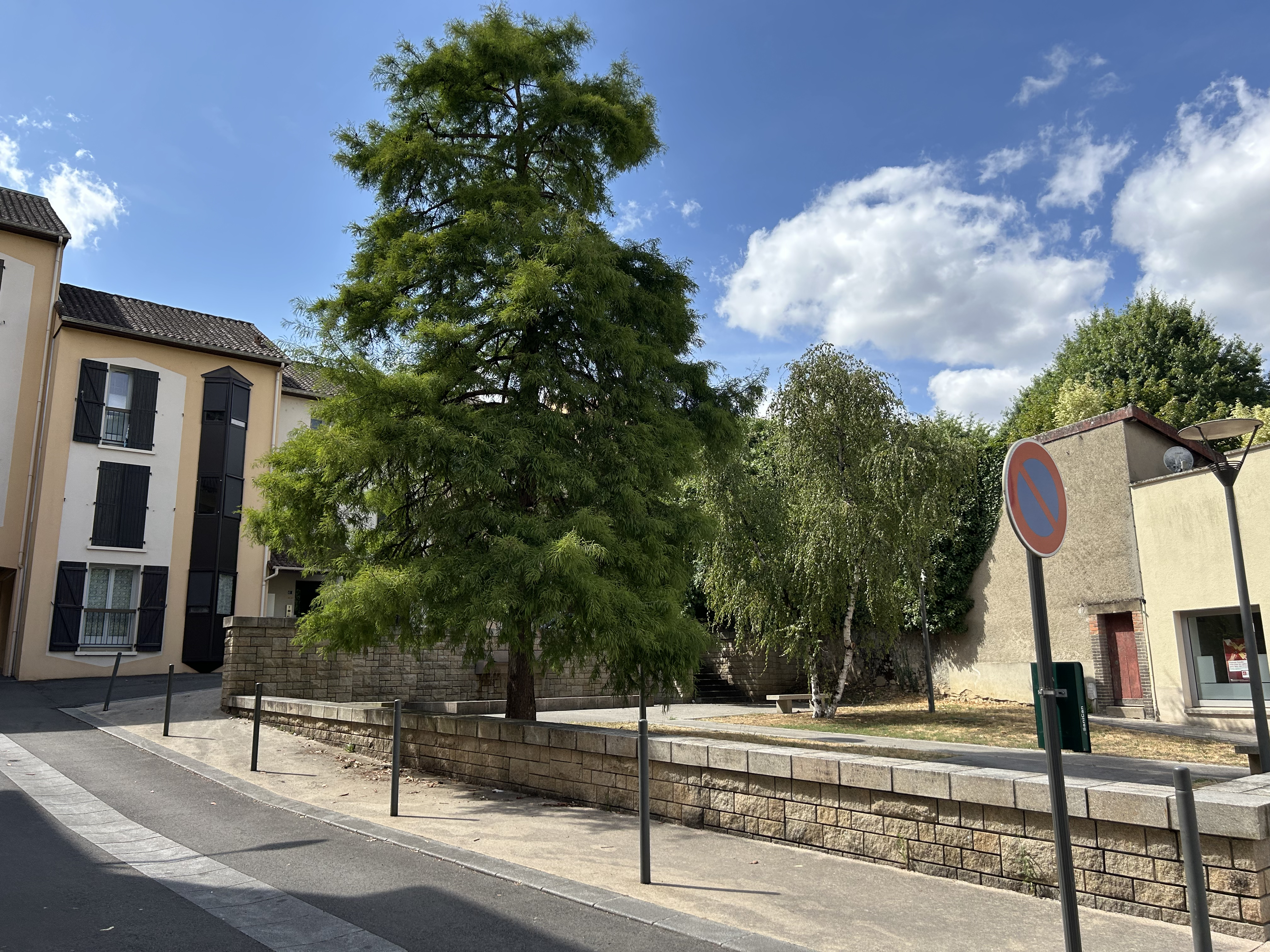
乔治·迪马广场

伊勒位于法国中南部，新阿基坦大区东北部和上维埃纳省中南部，距离省会利摩日大约5公里。与伊勒接壤的市镇包括：利摩日、维埃纳河畔孔达、维埃纳河畔艾克斯、贝纳克、博斯米莱吉耶和维埃纳河畔韦尔讷伊。

### 地形
伊勒位于中央高原西部，维埃纳河地区腹地，境内以浅丘为主，市镇中心位于维埃纳河右岸的一处坡地顶端，河岸和镇中心之间有明显的高差，市镇北部的欧朗斯河附近亦为谷地地貌，全境海拔在208到346米之间。

### 水文
维埃纳河自东向西呈“V”字形流经伊勒市镇南界，其右岸支流欧朗斯河自东北向西南流经市镇范围北部。

### 植被
伊勒属于温带阔叶混交林区，林地多分布于河流附近及坡地地带，镇中心的莱拜勒公园（Parc des Bayles）、乔治·迪马花园（Square de Georges Dumas）等是当地主要的城市绿地。
在鲜花城市的评比中，伊勒被评为2星级鲜花城市。

### 自然灾害
伊勒的地震危险度等级为2级，属于低危险；氡辐射等级为2级，属于中等危险。1982至2025年6月间，伊勒境内共发生15次有记录的自然灾害，其中10次洪涝，3次干旱。

### 气候
伊勒在柯本气候分类法中属于温带海洋性气候（Cfb）。

## 行政区划
伊勒的市镇编号为87075，邮政编号为87170。
在行政管理方面，伊勒隶属于法国新阿基坦大区上维埃纳省利摩日区；在地方选举方面，伊勒隶属于利摩日第九县，其市镇范围全境被划入上维埃纳省第三选区；在社会管理方面，伊勒是利摩日都会城市公共社区的组成部分。
截至2025年7月，伊勒市镇范围内暂无任何安全优先街区及城市政策优先街区。
法国国家统计与经济研究所（简称“INSEE”）在进行数据统计时，将伊勒及相邻的另外9个市镇设为利摩日城市核心区，并将包括伊勒在内的周边共127个市镇划入利摩日城市辐射区。此外，INSEE还将伊勒市镇分为了3个“块区”（IRIS），以便于统计人口分布情况。

## 交通

### 公路
法国国道N21线沿维埃纳河右岸穿过伊勒境内，另有上维埃纳省省道D20线、D46线、D74线、D79线等经过伊勒境内。新阿基坦大区下属的上维埃纳省城际客运190线、191线、207线、208线、218线、219线、229线和231线经停伊勒，可通往维埃纳河畔艾克斯、沙吕、圣马蒂厄、罗什舒阿尔、干邑拉福雷、拉迪尼亚克勒隆、拉沙佩勒-蒙布朗代等地。
2021年，82.7%的伊勒家庭拥有至少一辆私人汽车。2023年，伊勒境内共发生各类交通事故9起，造成9人受伤，其中2人重伤。
| 33 | 6.5 |

| 利摩日 | 5 |

| 维埃纳河畔艾克斯 | 10 |

| 库泽克斯 | 10 |

### 铁路
利摩日—昂古莱姆铁路经过伊勒市镇范围北部但未设置站点。
伊勒距离利摩日本笃会站大约6公里，该站停靠往返于巴黎和图卢兹之间的城际列车，以及前往沙托鲁、蒙吕松、布里夫、于塞勒、普瓦捷、佩里格、萨雅及圣伊里耶拉佩尔什等方向的区域列车。

### 航空
伊勒距离利摩日机场的公路里程大约10公里。

### 城市公共交通
伊勒是利摩日城市公共交通（商业名称为）的服务范围，后者是利摩日都会城市公共社区的城市公共交通系统。截至2025年7月，该系统共包括五十余条各类公交线路，其中无轨电车5路和公交12路、27路经过了伊勒市区。

## 政治

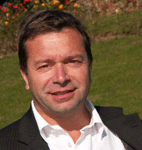
吉勒·贝古

伊勒的现任市长为吉勒·贝古先生（Gilles BÉGOUT），他是一名中间派，在2020年的市政选举中获得了100%的支持率（无其他候选人）。
在2022年的法国总统大选的第二轮选举中，法国第25任总统埃马纽埃尔·马克龙在伊勒获得了70.35%的支持率。

## 人口
2022年，伊勒市镇人口数量为7,915，在法国排名第1,350位。其中男性3,656人，女性4,197人，75岁及以上人口占12.7%，外籍人口数量为230人，人口密度为392人/平方公里，当地居民被称为（男性）或（女性）。2015至2021年间，伊勒的人口增长率为0.7%。2022年，伊勒境内出生70人，死亡人口106人。
| 伊勒1901年－2022年人口变化情况 |
|                                |
| 数据来源：Cassini、INSEE       |

## 经济
伊勒是利摩日的一个近郊卫星城。INSEE于2020年伊勒将划入利摩日就业区（Zone d'emploi de Limoges），并又于2022年将其划入利摩日生活区（Bassin de vie de Limoges）。 截至2023年底，伊勒市镇范围内共有活跃企业166家，其中22.3%的员工总数在9人及以下；按照产业分类，当地一、二、三产业占比分别为1.8%、24.1%和74.1%。截至2024年底，伊勒市镇范围内共有各类用人单位（包含自雇）家，比上一年同期新增家；（供水）、（皮革加工）及（工具制造）是当地2023年已公布营业额最高的三个企业，分别为12,039,253欧元、9,864,146欧元和7,172,607欧元。

## 财政与居民收入
2023年，伊勒的财政收入总额为8,111,470欧元，财政支出总额为7,491,140欧元，当年的债务总额为7,481,500欧元。2023年，伊勒市镇通过增值税获得135,520欧元的收入，此外当地还共获得了1,213,210欧元的国家直接财政补助。
| 伊勒居民收入情况                                 | 伊勒居民收入情况    | 伊勒居民收入情况    | 伊勒居民收入情况    |
| 内容                                             | 伊勒                | 上维埃纳省          | 法國                |
| ------------------------------------------------ | ------------------- | ------------------- | ------------------- |
| 居民平均时薪                                     | 16.8欧元（2022年）  | 14.6欧元（2022年）  | 17欧元（2022年）    |
| 高级职员人均时薪                                 | 27.8欧元（2022年）  | 24.4欧元（2022年）  | 29.1欧元（2022年）  |
| 中级职员人均时薪                                 | 16.4欧元（2022年）  | 15.6欧元（2022年）  | 16.6欧元（2022年）  |
| 普通职员人均时薪                                 | 11.9欧元（2022年）  | 11.5欧元（2022年）  | 12.1欧元（2022年）  |
| 工人人均时薪                                     | 12.3欧元（2022年）  | 12.1欧元（2022年）  | 12.5欧元（2022年）  |
| 贫困率                                           | 11%（2022年）       | 16.1%（2021年）     | 14.5%（2021年）     |
| 青壮年（15至64岁）失业率                         | 9.0%（2022年）      | 11.3%（2021年）     | 10.4%（2021年）     |
| 家庭总数                                         | 3,665（2022年）     | 845（2022年）       | 1,160（2022年）     |
| 征税家庭数量占比                                 | 51.2%（2023年）     | 49%（2022年）       | 44.8%（2022年）     |
| 家庭年均纳税                                     | 4,261欧元（2024年） | 2,396欧元（2022年） | 4,481欧元（2022年） |
| 资料来源：INSEE、L'Internaute、Le Journal du Net |                     |                     |                     |

## 社会事务

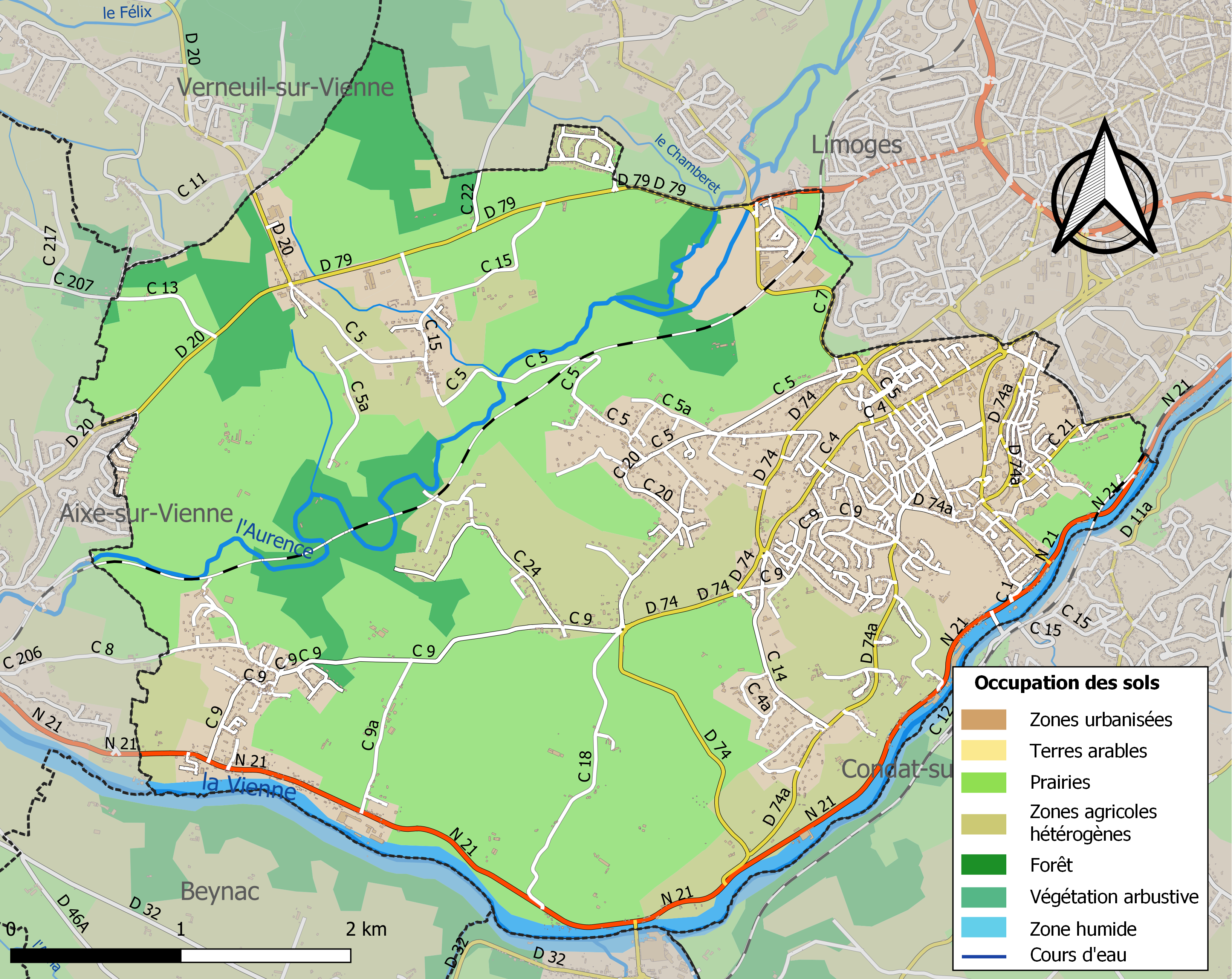
伊勒土地利用情况地图

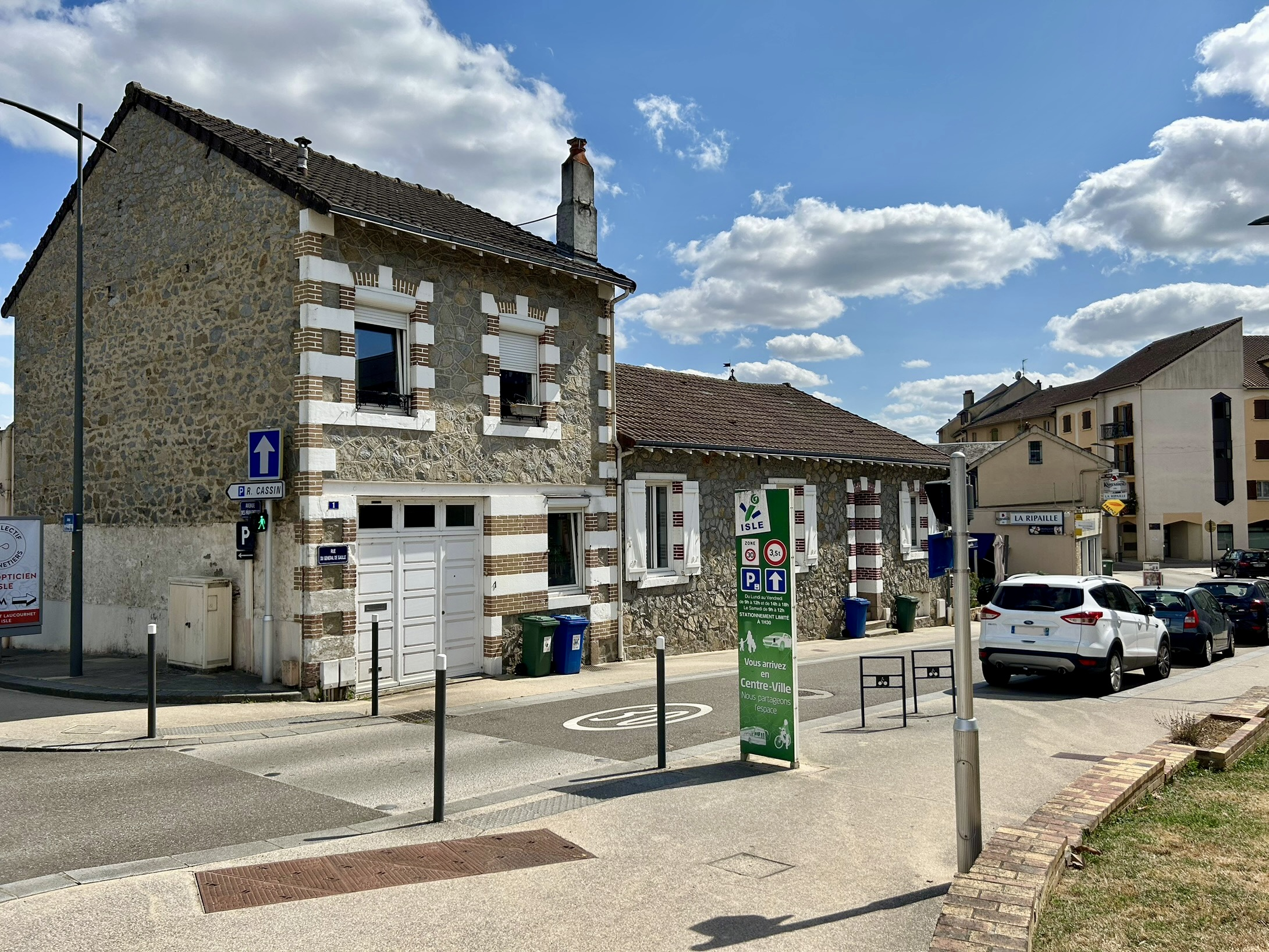
戴高乐将军街口

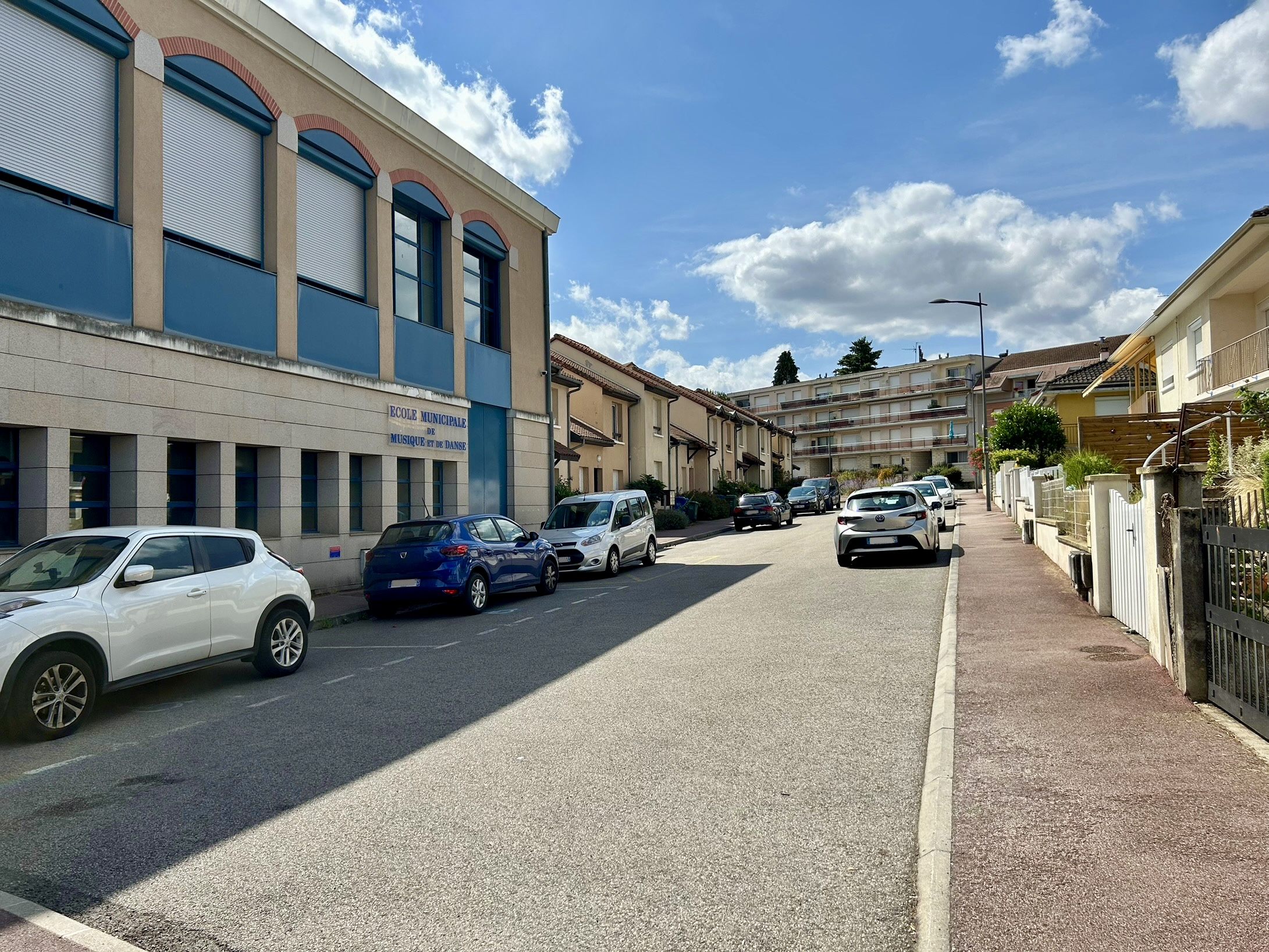
让·饶勒斯街两侧的民居

### 教育
伊勒属于利摩日学区。截至2023年1月1日，伊勒境内共有2所幼儿园、1所小学和1所初级中学。2022至2023学年度，伊勒境内共有在校中等教育阶段学生680名。
在高等教育方面，伊勒境内建有两所卫生学校。

### 医疗
截至2023年1月1日，伊勒境内共有全科医生5名、保健师16名、牙医2名、护士16名、药房3家、养老院2家、残疾人帮扶中心5家。
距离伊勒最近的区域性医疗机构为利摩日大学中心医院，其主病区迪皮特朗医院（Hôpital Dupuytren）位于利摩日境内并与伊勒市镇接壤，该院设有床位892个，是上维埃纳省规模最大的公立综合性医院。

### 住房
2021年，伊勒境内共有各类住房4,088套，其中71.6%为独立式住宅，28.2%为集中式住宅。常住房屋占伊勒市镇范围内居民建筑总量的93.2%。2024年，伊勒的居住税率为14.42%，不动产税率为37.05%（其中空置土地的不动产税率为93.75%）。
在住房保障政策方面，2023年，伊勒境内共有1,600户家庭获得了家庭津贴补助，受益人数占总人口数量的20.2%，其中785份为房租补助。

### 商业
2021年，伊勒境内共有各类实体商铺107家，其中餐厅8家、大型超市2家、杂货店1家、面包房2家、肉铺2家、银行门店1家、美容美发店7家、汽车维修店7家。伊勒镇中心北部建有一家Super U超市。

### 体育
2023年，伊勒境内共有1家游泳池、2间体育馆、1座综合体育场、1处网球场以及6处足球或橄榄球场。
截至2025年7月，伊勒境内共有两家注册足球俱乐部。伊勒青年体育会（编号509585）是当地的代表性足球队，成立于1945年，其主队2024至2025赛季参加新阿基坦大区足球联赛乙组（法国第七级别），其位于伊勒境内的主场为莱拜勒球场（Stade des Bayles）。

### 环境
伊勒的环境事务由其所属的利摩日都会城市公共社区联合各级政府协调负责。2021年，伊勒境内暂无污染企业。

### 治安
2024年，伊勒市镇范围内累计记录各类案件221起，其中盗窃类案件84起，人身侵犯类案件49起，毒品交易类案件3起。

## 文化

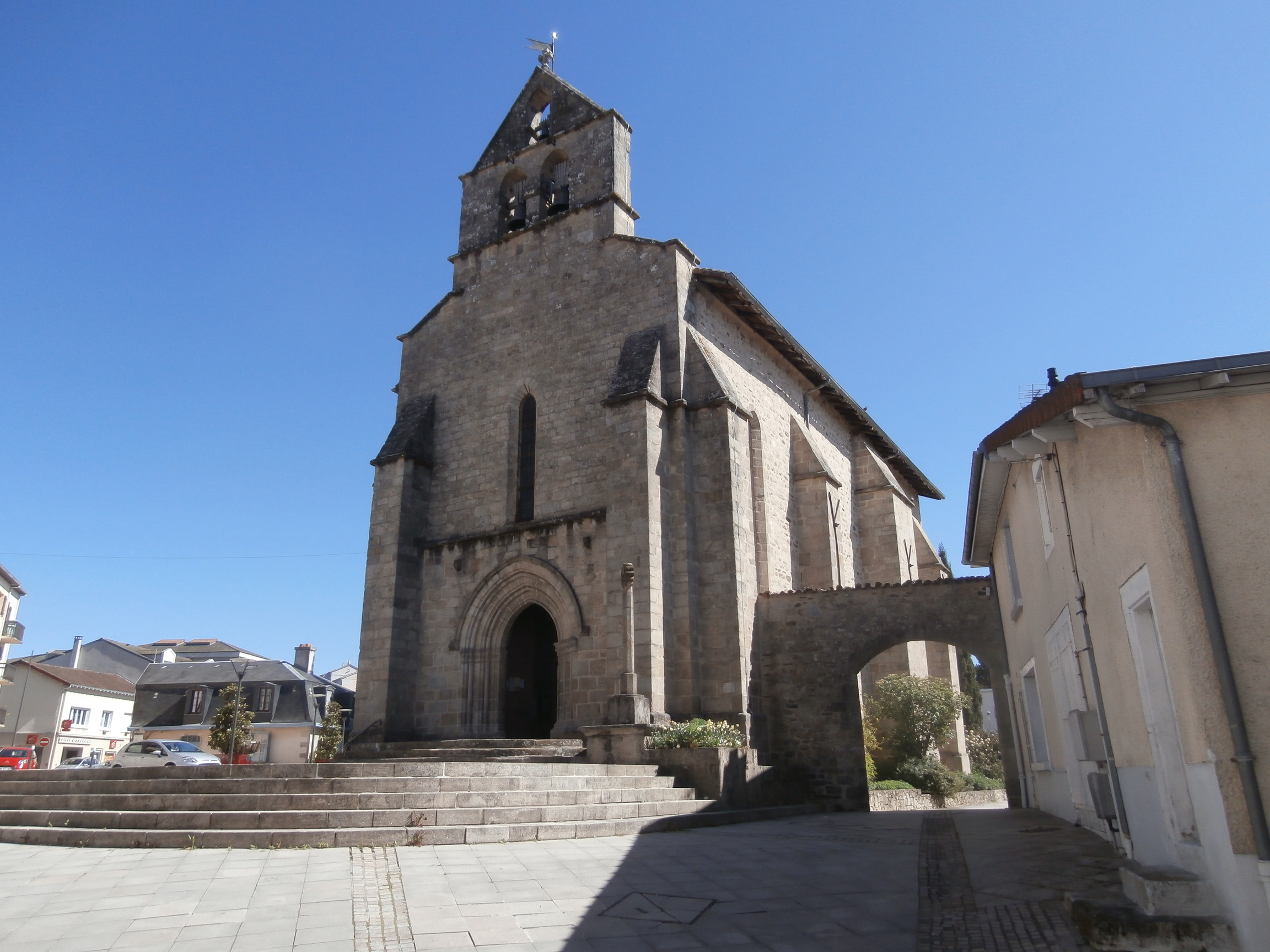
圣马丁教堂

2021年，伊勒境内暂无任何文化设施。伊勒境内建有多媒体中心（Médiathèque），每周二、三、五、六向公众开放。

### 建筑
截至2025年7月，伊勒境内共有1处建筑被列入法国国家文物保护单位，为圣马丁教堂。

### 旅游
伊勒的旅游事务由其所属的利摩日都会城市公共社区联合各级政府协调负责。2024年，伊勒境内共有2家酒店共计49间房间。

### 媒体
法国主要的媒体均可在伊勒接收，法国电视三台下属的新阿基坦大区频道在部分时段播出伊勒所在上维埃纳省的地方新闻。Ici利穆赞、云雀广播、利摩日七号电视台、《中央人民报》等是当地主要的地方性媒体。

## 友好城市
截至2025年7月，伊勒共与一座城市建立了友好城市关系：
- 德国 贡岑豪森（1984年）